# Ixia oxalidiflora
Ixia oxalidiflora är en irisväxtart som beskrevs av Peter Goldblatt och John Charles Manning. Ixia oxalidiflora ingår i släktet Ixia och familjen irisväxter. Inga underarter finns listade i Catalogue of Life.